# Приём в комсомол (картина)
«Приём в комсомол» (укр. «Прийом до комсомолу») — картина советского художника Сергея Григорьева, написанная в 1949 году. В журнале «Огонёк» 1950 года и на художественной почтовой открытке того же года картина называлась «Приём в комсомол. Сталинское племя». В том же 1950 году картина была удостоена Сталинской премии II степени (вместе с другой картиной Григорьева — «Вратарь»). На полотне изображено заседание комитета комсомола школы, где рассматривается кандидатура школьницы для вступления в ряды ВЛКСМ. Советские искусствоведы отмечали в картине тонкость и многоплановость разработки сюжета «большой благородной идеи», сложность взаимоотношений персонажей, развитость психологического подтекста, богатые индивидуальные характеристики персонажей.
Для картины позировали ученики и родственники художника, многие из которых позже стали известными деятелями украинской культуры.

## История создания и судьба картины
Замысел картины принадлежит самому художнику; она не была написана по заказу государства или общественной организации. Обычно Григорьев находил своих моделей в кругу близких людей. На картине «Приём в комсомол» он изобразил свою дочку, племянника, студентов Киевского художественного института, где он в то время преподавал, и их друзей. В ходе работы над картиной художник сделал большое количество зарисовок с натуры на комсомольских собраниях, эскизы в цвете, различные варианты композиции, портретные этюды персонажей. Сергей Григорьев ставил цель передать достоверность обстановки, «духовный накал собрания», который объединяет всех персонажей полотна, сделать обобщения, «поднимающиеся до символического звучания».
Сам Григорьев писал о картине в 1951 году:

«Мне хотелось показать молодёжь не в парадном, приукрашенном виде, в чём она и не нуждается, а такой, как она есть на самом деле: чистой, полной энтузиазма, любви к Родине, требовательной к себе»— А. М. Членов. Сергей Алексеевич Григорьев
Техника исполнения картины — масляная живопись по холсту. Размер — 142 × 201 см. До 1950 года картина находилась в мастерской художника. После приобретения у него государством она была передана Дирекцией художественных выставок Украины в Киевский государственный музей украинского искусства (ныне — Национальный художественный музей Украины).
В европейской частной коллекции хранится более поздний авторский вариант картины. Он меньшего размера (112 × 149 см) и относится к 1951 году. Это полотно принадлежало коллекционерам в Вене и Лондоне, некоторое время выставлялось в венской экспозиции Boris Wilnitsky Fine Art. Подпись Григорьева расположена внизу справа на полотне, вариант картины датирован самим художником.
Материал, собранный автором для картины «Приём в комсомол», но так и оставшийся неиспользованным, стал впоследствии основой для нового полотна Григорьева — «Обсуждение двойки». Галина Карклинь в своей книге о творчестве художника относит к этому материалу зарисовки мизансцен в школьном интерьере и этюды портретов старшеклассников, сделанные с натуры. Эти материалы Григорьев в процессе работы над «Обсуждением двойки» дополнил новыми портретными зарисовками и эскизами.

## Сюжет и его трактовка художником
В светлой комнате с большим окном, за столом, покрытым красной скатертью, сидит приёмная комиссия, состоящая из молодых комсомольцев — юношей и девушек. Они внимательно и дружелюбно смотрят на девочку-старшеклассницу, которую должны принять в ряды Всесоюзного ленинского коммунистического союза молодёжи. Галина Карклинь отмечала типичность интерьера и традиционность построения композиции — стол разделяет действующих лиц на две группы. Стол, за которым заседают комсомольцы, невелик, поэтому юноши и девушки расположилась за ним тесной группой, что передаёт их сплочённость.
В центре — девочка-подросток. Строгий силуэт выделяется на светлом фоне окна. Карклинь обращала внимание на застенчивость выбранной художником для девочки позы — руки скрещены за спиной, что говорит о скромности и сердечной чистоте. Девочка волнуется в этот торжественный момент своеобразного экзамена на политическую зрелость. За девушкой на диване сидят пожилой человек (по мнению составителей каталога выставки «Герои. Попытка инвентаризации», это коммунист, который дал ей рекомендацию) и юноша. В углу комнаты — красный флаг. Вся картина пропитана светлым, бодрым настроением, что подчёркивает важность этого шага в жизни молодёжи.
Карклинь отмечала, что в помещении царит атмосфера доброжелательности. По-отцовски смотрит на главную героиню коммунист, ей приветливо улыбается сидящая у стола белокурая девушка. На алой скатерти, которой покрыт стол, стоит букет весенних ландышей. Некоторую строгость в картину вносит только секретарь комсомольской организации, задающий девочке вопросы.

## Персонажи картины и их прототипы
Почти все персонажи левой группы картины имеют реальных прототипов и написаны с натуры. Доктор искусствоведения, историк украинского искусства конца XIX—XX веков Василий Афанасьев считал, что реальные прототипы были у всех персонажей и что персонажи воспринимаются зрителем как хорошо знакомые и не раз встречавшиеся в жизни. Большинство из них искусствоведам удалось идентифицировать. Персонажи в левой группе (в направлении от зрителя к окну):
- На переднем плане — русоволосая девушка в синем сарафане, положившая ногу на ногу. Афанасьев отмечал непринуждённость её позы[12]. Это — будущая оперная певица Виктория Придувалова[3].
- Неизвестный[3], он полностью поглощён ведением протокола[12].
- Стоит любимый ученик Григорьева, будущий художник Юлий Ятченко[3]. Афанасьев считал этого персонажа секретарём комитета комсомола школы, отмечал его растопыренные пальцы левой руки, которыми он упирается в стол, и естественность движения правой руки, которой он опирается на плечо своего товарища. Он обращается к главной героине с неким вопросом[12].
- Улыбающаяся девушка за ним подпирает подбородок правой рукой[12]. Это ещё одна любимая ученица Сергея Григорьева — Надя Купершмидт[укр.] (в замужестве — Лопухова)[3].
- Замыкает ряд внимательный и доброжелательный юноша — племянник художника и сам будущий художник-график Игорь Павлович Григорьев[Прим 1][3]. Афанасьев отмечал «черномазость» и сутулость этого персонажа[12].

Все действующие лица на картине Сергея Григорьева хорошо понимают волнение главной героини, стараются ободрить её и показать своё доброжелательное отношение.
Фигура главной героини, которая находится в центре картины спиной вполоборота к зрителю, написана с дочери художника Майи Григорьевой (у художника было две дочки — близнецы Майя и Галина, обеим в это время было по шестнадцать лет), которая впоследствии стала художницей. Афанасьев характеризовал её образ как «по-детски неуклюжую, но преисполненную трогательной обаятельности девочку». Он отмечал её подтянутость и одновременно волнение, сравнивал её поведение на заседании комитета комсомола с ответом на экзамене и предполагал, что в этой сцене девочка рассказывает свою «чистую и незамысловатую» биографию. Профиль девочки чётко выделяется на светлом фоне окна. «Светлые волосы с непокорной пушистой прядкой над лбом, длинные ресницы ясно смотрящих глаз» — всё это создаёт ощущение юности и нежности, при этом в ней чувствуются внутреннее достоинство и сила характера. Она стоит, по-детски подняв «курносый нос», «выпятив живот» и заложив за спину руки, «сплетя пальцы» («крепко ухватив одной рукой палец другой своей руки»). Эта поза, по мнению Афанасьева, позволяет раскрыть чистоту её помыслов и возвышенных стремлений, показать веру в благородные идеалы (Т. Г. Гурьева считала, что поэтому на столе лежит «Устав ВЛКСМ», по которому девушка учила права и обязанности комсомольца). Девушку Афанасьев называл «камертоном» картины, который, по его мнению, настраивает на определённый тон всех остальных персонажей полотна.
В двух персонажах правой группы Афанасьев видел тех, кто дал рекомендацию девочке для вступления в комсомол: пожилой коммунист в кителе военного образца и парень в светло-коричневой куртке с красным шарфом на шее. Гурьева отмечала его боевитость, темпераментность, считала, что именно таких, как он, выбирают редакторами школьных стенных газет.
В одном из писем, которые в большом количестве стали приходить художнику, было высказано предположение, что на картине «Приём в комсомол» он изобразил героев Краснодона. Авторы письма даже «узнали», как им показалось, каждого из персонажей картины — Олега Кошевого, Ваню Земнухова, Любу Шевцову... Гурьева отмечала, что такая параллель была не случайной, хотя художник не имел в виду героев-подпольщиков. Новое поколение комсомола, с точки зрения Гурьевой, — это младшие братья и сёстры участников подпольной антифашистской организации «Молодая гвардия».

## Искусствоведы и зрители о картине
Искусствовед А. М. Членов в книге о творчестве Григорьева, изданной в 1955 году, отмечал, что в основе картины находится столкновение чувств — волнения девушки, находящейся в сомнении, признают ли её достойной вступить в ВЛКСМ, и видящей в своих товарищах из-за этого «взыскательных судей», с одной стороны и «потока дружеских чувств со стороны принимающих» с другой. Задачу художника он видел в объединении всех персонажей общим действием и демонстрации внутренней жизни каждого из них. Он отмечал удачную, хотя и несколько надуманную, по его мнению, композицию полотна: фигура девушки помещена на фоне окна и отделена от других фигур большими композиционными паузами. Художником выбрана точка зрения «несколько сверху», а среди достаточно напряжённых фигур персонажей находится более свободная фигура юноши, сидящего на диване. Удачно найденной и поэтичной деталью Членов считал букет ландышей, стоящий на столе. Напротив, традиционным элементом он считал открытую ученическую сумку на отодвинутом от стола стуле, размещённую на переднем плане. Он отмечал слабость колористического решения картины. В ней, по его мнению, присутствует слишком много красного цвета, который «отвлекает от главного».
Б. М. Никифоров в книге «Советская жанровая живопись» отмечал удачное композиционное решение, найденное Сергеем Григорьевым. Все фигуры как будто вписаны в овал, что создаёт впечатление сплочённости всей группы и ощущения их духовной близости друг другу. Сам эпизод он считал переломным в жизни главной героини. Она вступает в новый период своей жизни — юность, художнику удалось передать поэтичность и одновременно эмоциональную насыщенность этой сцены.
Советский искусствовед В. А. Афанасьев писал о картине:

«Никто из советских художников не рассказывал так, как Григорьев, с такой теплотой и задушевностью о таком обычном для нашей украинской действительности явлении, как приём в комсомол, никто не изображал это событие с такой убедительностью, не показывал его как волнующий шаг в жизни советского юноши или девушки, шаг, который накладывает на человека новые обязанности, повышает чувство ответственности за каждое своё действие, обязывает более требовательно относиться к себе»— В. А. Афанасьев. Сергій Григор’єв
Афанасьев отмечал, что с формальной точки зрения композиция и живописные приёмы не удивляют особой новизной. Всё в картине характерно для искусства 40-х годов XX века. Григорьев сознательно ориентировался на реалистические традиции российской живописи второй половины XIX века. Тем не менее «Приём в комсомол», по мнению В. А. Афанасьева, — произведение вполне оригинальное, для него характерно глубокое психологическое раскрытие характерного явления советской жизни. В нём проявляется художник, живущий во времена массового распространения кино, фотографии, который хорошо знает и любит театр. Искусствовед писал:

«Работая над картиной «Приём в комсомол», Григорьев так крепко сжился со своими героями, так полюбил их и собрал такой большой жизненный материал, что его нельзя было использовать в одной картине. Художнику было ясно, что изображая положительное в нашей жизни, нельзя уклоняться от драматических конфликтов, иначе и сам позитивный пафос не будет убедительным, будет восприниматься с недоверием»— В. А. Афанасьев. Сергій Григор’єв
Афанасьев отмечал, что в живописном отношении «Приём в комсомол» менее интересен, чем написанный в это же время «Вратарь». «Вратарь», по его мнению, написан увлекательно и живо, зато «Приём в комсомол» содержит «идейную нагрузку», обладает сложной композицией, хорошо продуманным сюжетом и тонкой психологической характеристикой героев. Особо он отмечал радостный светлый колорит картины, а также удачное использование красного цвета (скатерть, шарф юноши, красное знамя) и «его отзвуки на всех предметах и лицах в картине».
Г. Н. Карклинь отмечает традиционность избранного художником сюжета, который тем не менее был близок и дорог художнику. В своей книге о творчестве Сергея Григорьева она называет картину «плодом личных многолетних размышлений художника» и «результатом критического переосмысления своего собственного опыта» (Григорьев преподавал тогда на кафедре рисунка Киевского художественного института и в Киевской художественной школе-десятилетке). Карклинь высоко оценивала цветовое решение картины художником: в «тёплом золотисто-сером колорите с декоративными оттенками красного (скатерть, край виднеющегося знамени, кашне на шее сидящего парня)».

## Признание картины и награды
С картины «Приём в комсомол» создавались многочисленные копии различными художниками по заказу Художественного фонда. Эти копии украшали учебные заведения, дворцы пионеров, клубы, дома культуры. Репродукция этой картины, как и других популярных произведений Григорьева, посвящённых детям, публиковалась в советских школьных учебниках, на которых выросло не одно поколение. Поэт Иосиф Бродский в своем эссе «Меньше единицы» вспоминает картину с иронией:

«…в пуританской атмосфере сталинской России можно было возбудиться от совершенно невинного соцреалистического полотна под названием „Приём в комсомол“, широко репродуцируемого и украшавшего чуть ли не каждую классную комнату. Среди персонажей на этой картине была молодая блондинка, которая сидела, закинув ногу на ногу так, что заголились пять-шесть сантиметров ляжки. И не столько сама эта ляжка, сколько контраст ее с тёмно-коричневым платьем сводил меня с ума и преследовал в сновидениях»— Иосиф Бродский. Меньше единицы
В 1950 году за картины «Приём в комсомол» и «Вратарь» Григорьев получил Сталинскую премию II степени. На старых репродукциях в правом углу можно увидеть гипсовый бюст И. В. Сталина. После критики культа личности Сталина на XX съезде Григорьев закрасил этот фрагмент, и теперь только с определённого ракурса по фактуре краски можно угадать, где находился бюст.
Критический отзыв на картину дал украинский художественный критик Олег Сидор-Гибелинда, обвинивший её в провоцировании эротических фантазий зрителей. В ответ другой украинский искусствовед Л. О. Лотиш назвала подобные отзывы на картину «Приём в комсомол» проявлением соц-арта и китча в искусствознании.
Картина была представлена на различных национальных и международных выставках. Только за 2010-е годы она участвовала в двух крупных экспозициях: «Сергей Григорьев. К 100-летию дня рождения» (укр. «Сергій Григор’єв. До 100-річчя від дня народження») в 2010 году, а также на немецко-украинской выставке «Герои. Попытка инвентаризации» (укр. «Герої. Спроба інвентаризації») (17.12.2014—17.05.2015). Обе они проходили в Национальном художественном музее Украины.